# Pas-en-Artois
Pas-en-Artois je francouzská obec v departementu Pas-de-Calais v regionu Hauts-de-France. V roce 2014 zde žilo 803 obyvatel.

## Poloha obce
Obec leží u hranic departementu Pas-de-Calais s departementem Somme.
Sousední obce jsou: Authie (Somme), Couin, Famechon, Gaudiempré, Grincourt-lès-Pas, Hénu, Mondicourt, Pommera, Saint-Léger-lès-Authie (Somme) a Warlincourt-lès-Pas.

## Vývoj počtu obyvatel
Počet obyvatel

## Galerie

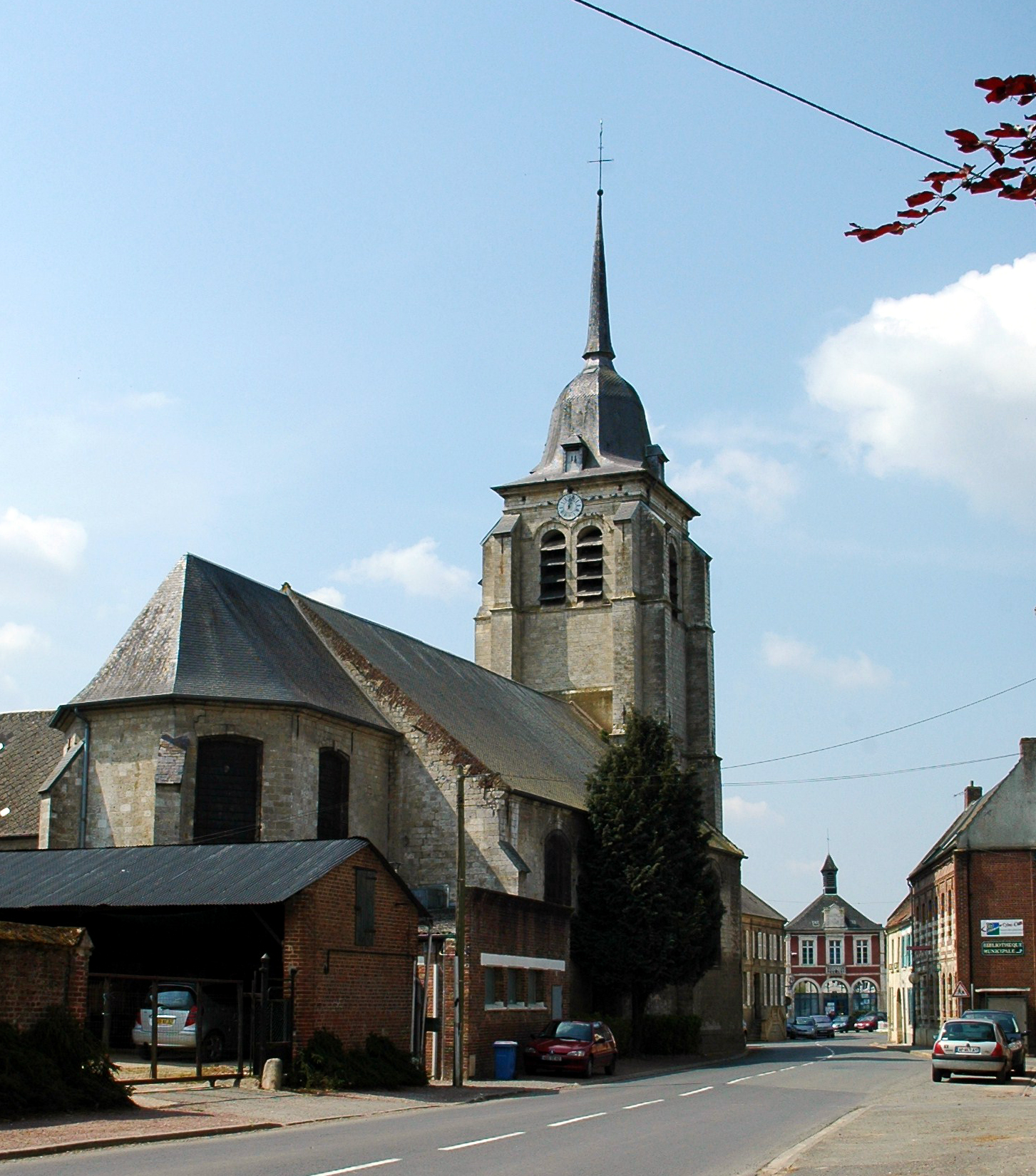
Kostel sv. Martina
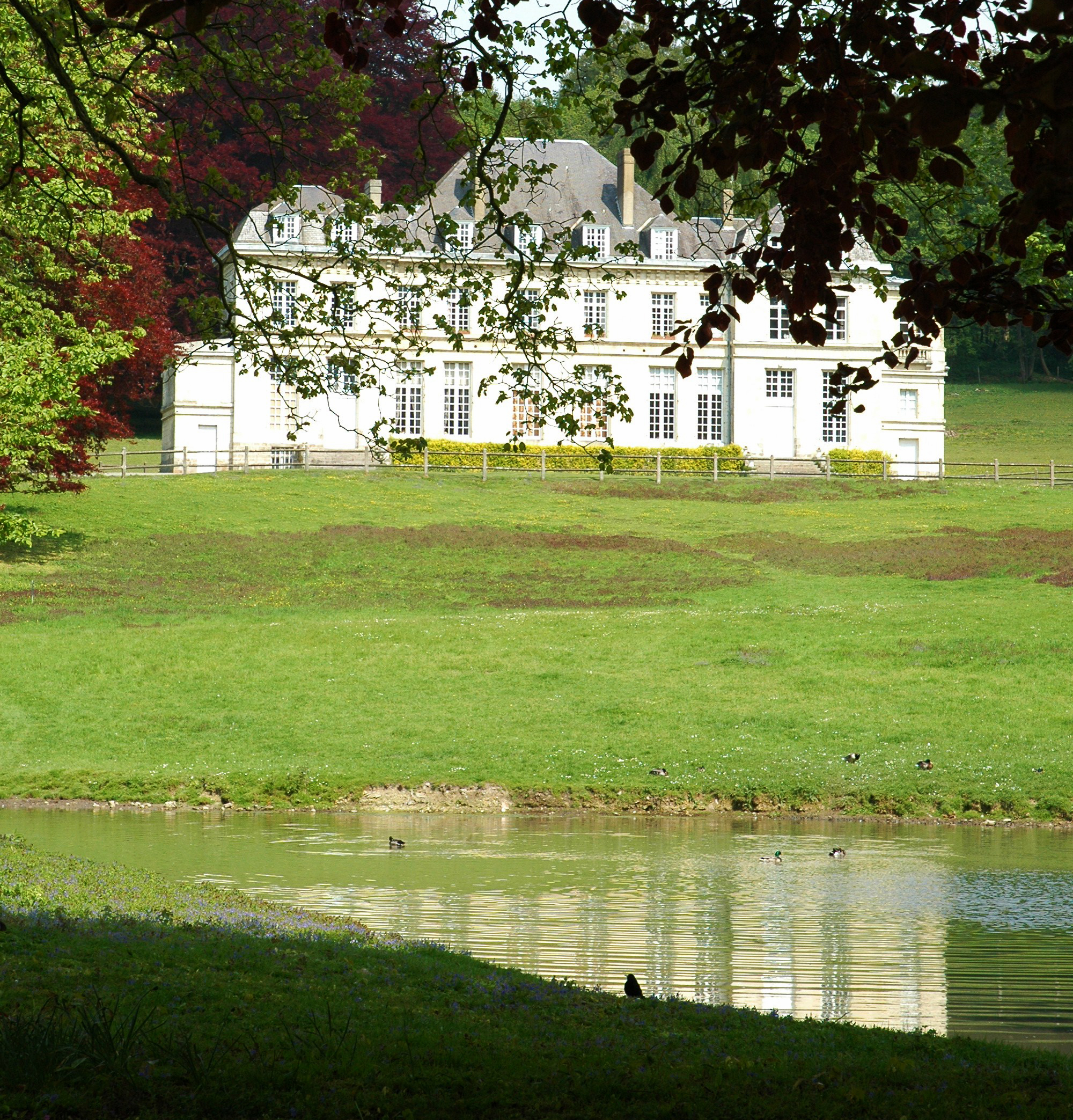
Zámek